# 히라마 도모카즈
히라마 도모카즈(일본어: 平間 智和, 1977년 6월 30일 ~ )는 일본의 전 축구 선수이다.

## 구단 경력
과거 요코하마 F. 마리노스, 몬테디오 야마가타, 베갈타 센다이, 콘사돌레 삿포로, 알비렉스 니가타에서 활동하였다.